# گایسفلد
گایسفلد (به آلمانی: Geisfeld) یک شهر در آلمان است که در تریر-زاربورگ واقع شده‌است. گایسفلد ۵۷۱ نفر جمعیت دارد.